# Paoletti
Companhia Industrial e Mercantil Paoletti S.A., popularizada nacionalmente pela marca Etti, foi uma das maiores indústrias alimentícias do Brasil.
Fundada em 1954 por Carmello Paoletti, foi adquirida pelo Grupo Fenícia em 1979. Em 1998, a empresa Etti Alimentos, sucessora da Paoletti foi adquirida pela Parmalat Brasil, que permaneceu com as operações até o ano de 2006, quando, em um processo de desinvestimento, a multinacional italiana vendeu as operações da Etti Alimentos para a brasileira Assolan, que com a aquisição, passou a se chamar Hypermarcas.
Em dezembro de 2011, o grupo Bunge, um dos maiores produtores de commodities agrícolas do Brasil, comprou a marca de alimentos Etti, da Hypermarcas, que também vendeu outra marca da qual era detentora: a Assolan para a brasileira Química Amparo.
Após alguns anos, a multinacional Bunge decidiu se retirar do segmento de atomatados e conservas, vendendo as operações da Etti Alimentos para o conglomerado brasileiro Predilecta no ano de 2020, passando a se chamar Salsaretti Alimentos. 